# Whitney (Texas)
Whitney es un pueblo ubicado en el condado de Hill, Texas, Estados Unidos. Según el censo de 2020, tiene una población de 1992 habitantes.

## Geografía
Whitney está ubicado en las coordenadas 31°57′3″N 97°19′15″O / 31.95083, -97.32083. Según la Oficina del Censo de los Estados Unidos, Whitney tiene una superficie total de 4.88 km², de la cual 4.82 km² corresponden a tierra firme y (1.22%) 0.06 km² es agua.

## Demografía
Según el censo de 2020, hay 1992 personas residiendo en Whitney. La densidad de población es de 413,4 hab./km². El 75.8% son blancos, el 6.8% son afroamericanos, el 0.9% son amerindios, el 0.8% son asiáticos, el 7.3% son de otras razas y el 8.3% son de dos o más razas.